# Klaus-Dieter Ott
Klaus-Dieter Ott (* 1952 in Pinneberg) ist ein deutscher Boxer und war 1978 und 1979 Deutscher Meister im Federgewicht.

## Leben
Klaus Dieter Ott wurde in Pinneberg geboren, arbeitete als Kfz-Mechaniker in Hannover und boxte für den TSV Uetersen und den TSV Korbach.
Zunächst kämpfte Ott für den TSV Uetersen, der ab 1977 mit einer kompletten Staffel vom Leicht- bis zum Schwergewicht gegen Gdańsk, Spfr. aus Polen und am 29. Dezember 1977 gegen eine Auswahl aus der UdSSR antrat. In dieser Zeit war die Sparte mit Klaus-Dieter Ott im HABV (Hamburger Amateur Boxverband) die stärkste Staffel und gewann dreimal in Folge den Jessen-Pokal. Ab 1978 war die Sparte auf nationaler Ebene eine der erfolgreichsten Staffeln im Boxsport. Ott wurde zu dieser Zeit in seiner Gewichtsklasse HABV- und Norddeutscher Meister und nahm an den deutschen Meisterschaften teil. Hier wurde Ott Deutscher Vizemeister. Bei den 22. European Championships in Halle (28. Mai – 5. Juni 1977) besiegte er den Schotten Ian McLeod mit 5:0 in der Vorrunde, schied aber im Viertelfinale mit 0:5 gegen den Rumänen Tidi Tudor aus. Bei den 56. DABV-Meisterschaften in Schriesheim (1978) wurde er in seiner Gewichtsklassen (57 kg) zum ersten Mal Deutscher Meister. Bei den 57. DABV-Meisterschaften in München (1979) konnte er seinen Titel verteidigen.

## Gegner Weller
Klaus-Dieter Ott nahm für den TSV Korbach im vorentscheidenden Kampf um die Deutsche Mannschaftsmeisterschaft gegen den Titelverteidiger TSV Bayer 04 Leverkusen teil, hier unterlag der TSV Korbach und müsste seinen Meisterschaftshoffnungen bis 1982 begraben. Klaus-Dieter Ott trat in diesem Kampf gegen René Weller an, der bei der Europameisterschaft Zweiter geworden war. Weller trat bei diesem Kampf sehr selbstsicher auf und versuchte stets einen respektgebietenden Eindruck zu erwecken, doch Klaus-Dieter Ott stahl ihm die Schau. Ott griff ihn unverdrossen an und brachte René Weller in arge Bedrängnis. Ott hatte den Techniker Weller drei Runden lang schlecht aussehen lassen, doch Weller gewann schließlich knapp nach Punkten. Ott blieb nur die kleine Genugtuung, dem großen Weller hart zugesetzt zu haben. Der große Traum von Klaus-Dieter Ott ist später nicht in Erfüllung gegangen, er wollte wenigstens einmal den Techniker René Weller besiegen, aber Weller wanderte im Mai 1981 ins Lager der Berufsboxer ab.